# Arcidiocesi di Dacca
L'arcidiocesi di Dacca (in latino Archidioecesis Dhakensis) è una sede metropolitana della Chiesa cattolica in Bangladesh. Nel 2023 contava 85.615 battezzati su 25.497.700 abitanti. È retta dall'arcivescovo Bejoy Nicephorus D'Cruze, O.M.I.

## Territorio
L'arcidiocesi comprende i distretti civili di Dacca, Gazipur, Manikganj, Munshiganj, Narsingdi e Narayanganj nella divisione di Dacca, e i distretti di Brahmanbaria e di Comilla nella divisione di Chittagong in Bangladesh.
Sede arcivescovile è la città di Dacca, dove si trova la cattedrale di Santa Maria.
Il territorio si estende su 12.500 km² ed è suddiviso in 30 parrocchie.

## Storia
Il vicariato apostolico del Bengala Orientale fu eretto da papa Pio IX il 15 febbraio 1850 con il breve Exponendum Nobis, ricavandone il territorio dal vicariato apostolico del Bengala (oggi arcidiocesi di Calcutta).
Il 1º settembre 1886 il vicariato apostolico fu elevato a diocesi con la bolla Humanae salutis di papa Leone XIII. Il 7 giugno dell'anno successivo, con il breve Post initam, la diocesi, che assunse il nome di «diocesi di Dacca», entrò a far parte della provincia ecclesiastica dell'arcidiocesi di Calcutta.
Il 13 dicembre 1889 e il 25 maggio 1927 cedette porzioni del suo territorio a vantaggio dell'erezione rispettivamente della prefettura apostolica dell'Assam (oggi arcidiocesi di Shillong) e della diocesi di Chittagong (oggi arcidiocesi di Chattogram).
Il 3 luglio 1929 passarono sotto la giurisdizione dei vescovi di Dacca quattro parrocchie che fino ad allora dipendevano dai vescovi di São Tomé di Meliapore in virtù dei diritti del padroado portoghese.
Il 15 luglio 1950 la diocesi è stata elevata al rango di arcidiocesi metropolitana con la bolla Rerum locorumque di papa Pio XII. Contestualmente si è ingrandita con il territorio di Sylhet, già appartenuto alla diocesi di Chittagong (oggi arcidiocesi di Chattogram).
Il 17 gennaio 1952, il 15 maggio 1987 e l'8 luglio 2011 l'arcidiocesi ha ceduto altre porzioni di territorio a vantaggio dell'erezione rispettivamente del vicariato apostolico di Haflong (oggi diocesi di Aizawl in India), della diocesi di Mymensingh e della diocesi di Sylhet.

## Cronotassi dei vescovi
Si omettono i periodi di sede vacante non superiori ai 2 anni o non storicamente accertati.
- Thomas Oliffe † (15 febbraio 1850 - 2 novembre 1855 succeduto vicario apostolico del Bengala occidentale)
- Augustin Verité, C.S.C. † (6 giugno 1856 - 1860)
- Peter Dufal, C.S.C. † (3 luglio 1860 - 28 luglio 1876 dimesso)
- Jordan Marie Joseph Ballsieper, Cong.Subl.O.S.B. † (5 aprile 1878 - 1º febbraio 1890 deceduto)
- Augustin Joseph Louage, C.S.C. † (21 novembre 1890 - 8 giugno 1894 deceduto)
- Peter Joseph Hurth, C.S.C. † (26 giugno 1894 - 15 febbraio 1909 dimesso[5])
- Frederick Franz Linneborn, C.S.C. † (13 febbraio 1909 - 21 luglio 1915 deceduto)
- Amand-Théophile-Joseph Legrand, C.S.C. † (16 agosto 1916 - 9 novembre 1929 dimesso[6])
- Timothy Joseph Crowley, C.S.C. † (9 novembre 1929 succeduto - 2 ottobre 1945 deceduto)
- Lawrence Leo Graner, C.S.C. † (13 febbraio 1947 - 23 novembre 1967 dimesso[7])
- Theotonius Amal Ganguly, C.S.C. † (23 novembre 1967 succeduto - 2 settembre 1977 deceduto)
- Michael Rozario † (17 dicembre 1977 - 9 luglio 2005 ritirato)
- Paulinus Costa † (9 luglio 2005 - 22 ottobre 2011 ritirato)
- Patrick D'Rozario, C.S.C. (22 ottobre 2011 succeduto - 30 settembre 2020 ritirato)
- Bejoy Nicephorus D'Cruze, O.M.I., dal 30 settembre 2020

## Statistiche
L'arcidiocesi nel 2023 su una popolazione di 25.497.700 persone contava 85.615 battezzati, corrispondenti allo 0,3% del totale.
| anno | popolazione | popolazione | popolazione | presbiteri | presbiteri | presbiteri | presbiteri                | diaconi | religiosi | religiosi | parrocchie |
| anno | battezzati  | totale      | %           | numero     | secolari   | regolari   | battezzati per presbitero | diaconi | uomini    | donne     | parrocchie |
| ---- | ----------- | ----------- | ----------- | ---------- | ---------- | ---------- | ------------------------- | ------- | --------- | --------- | ---------- |
| 1950 | 35.378      | 18.200.000  | 0,2         | 62         | 24         | 38         | 570                       |         | 21        | 105       | 22         |
| 1970 | 63.309      | 25.000.000  | 0,3         | 57         | 24         | 33         | 1.110                     |         | 63        | 221       | 26         |
| 1980 | 81.169      | 30.706.000  | 0,3         | 55         | 26         | 29         | 1.475                     | 1       | 66        | 226       | 26         |
| 1990 | 56.932      | 26.347.000  | 0,2         | 73         | 35         | 38         | 779                       |         | 101       | 360       | 28         |
| 1999 | 68.629      | 30.148.790  | 0,2         | 74         | 34         | 40         | 927                       |         | 106       | 563       | 19         |
| 2000 | 70.821      | 30.157.061  | 0,2         | 95         | 42         | 53         | 745                       |         | 134       | 573       | 19         |
| 2001 | 70.060      | 30.170.665  | 0,2         | 91         | 38         | 53         | 769                       |         | 126       | 498       | 19         |
| 2002 | 66.785      | 30.258.660  | 0,2         | 83         | 31         | 52         | 804                       |         | 132       | 508       | 19         |
| 2003 | 73.508      | 30.563.833  | 0,2         | 90         | 33         | 57         | 816                       |         | 110       | 526       | 20         |
| 2004 | 74.871      | 30.574.441  | 0,2         | 92         | 33         | 59         | 813                       |         | 110       | 544       | 20         |
| 2006 | 79.008      | 30.581.248  | 0,3         | 108        | 44         | 64         | 731                       |         | 126       | 562       | 20         |
| 2011 | 79.080      | 31.210.520  | 0,3         | 127        | 55         | 72         | 623                       |         | 143       | 560       | 21         |
| 2011 | 62.080      | 22.948.906  | 0,3         | 106        | 48         | 58         | 586                       |         | 140       | 530       | 15         |
| 2013 | 62.780      | 23.339.945  | 0,3         | 125        | 52         | 73         | 502                       |         | 133       | 563       | 18         |
| 2016 | 76.072      | 23.673.082  | 0,3         | 107        | 44         | 63         | 710                       |         | 135       | 341       | 19         |
| 2019 | 80.487      | 24.419.640  | 0,3         | 105        | 48         | 57         | 766                       |         | 178       | 338       | 24         |
| 2021 | 85.014      | 24.986.650  | 0,3         | 119        | 56         | 63         | 714                       |         | 189       | 355       | 29         |
| 2023 | 85.615      | 25.497.700  | 0,3         | 121        | 58         | 63         | 707                       |         | 229       | 361       | 30         |